# Nunavut
Nunavut (z inuktitutského ᓄᓇᕗᑦ) je největší a nejsevernější teritorium Kanady. Má rozlohu 2 093 190 km² a přibližně 37 tisíc obyvatel. Největším a hlavním městem je Iqaluit.
Jméno znamená v inuitštině „Naše zem“ nebo „Naše vlast“. Jde o samosprávné území Eskymáků s rozsáhlou autonomií vytvořené 1. dubna 1999 odtržením od Severozápadních teritorií skrze Nunavut Act. Původní obyvatelé tvoří asi 85 % obyvatelstva, v drtivé většině jde o Eskymáky. Něco málo přes 70 % obyvatel deklaruje jako svůj mateřský jazyk některý z eskymáckých jazyků (na rozdíl od Indiánů z provincií, kteří dnes většinou už mluví anglicky). Dva nejrozšířenější z nich jsou vedle francouzštiny a angličtiny úředními jazyky teritoria.
I přes jeho velkou rozlohu je Nunavut nejméně zalidněné kanadské teritorium a také jedno z nejřidčeji zalidněných území na Zemi. Je tomu tak v důsledku jeho polohy, většina území se totiž nachází za severním polárním kruhem, a tak je reliéf Nunavutu z většiny tvarován ledovcem. Většina půdy je trvale zamrzlá (permafrost), což společně s polárním klimatem znemožňuje zemědělství. Těmto extrémním polárním podmínkám museli obyvatelé Nunavutu přizpůsobit svůj životní styl. Nezbytnými dovednostmi Inuitů jsou tedy lov a rybolov.
K vytápění a výrobě elektřiny používají obyvatelé teritoria hlavně naftu a fosilní paliva, které si nechávají posílat z jižnějších částí Kanady. Vláda ale usiluje o využívání obnovitelných zdrojů a toto úsilí je obyvateli silně podporováno.

## Náboženství

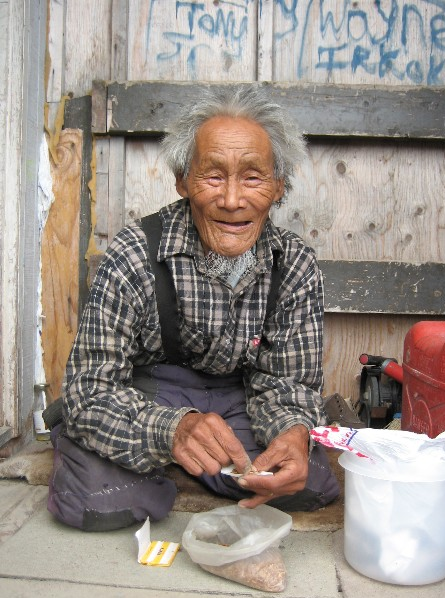
Inuit z vesnice Arviat

Ve sčítání z roku 2001 se nejvíce obyvatel přihlásilo ke křesťanství, ke katolické církvi 23,3 % a 66,7 % k různým protestantským denominacím.

## Cestovní ruch a doprava
Turistický ruch v Nunavutu je malý z důvodu jeho obtížné dostupnosti. Jediný způsob, jak se sem dostat, je totiž malé letadlo, které sem létá pouze ze čtyř kanadských letišť. Do Nunavutu nevedou žádné silnice ani železnice. Po území Nunavutu se lze pohybovat autem či regionálními autobusy, v zimě též na sněžných skútrech či na saních tažených psím spřežením.